# Epifisiolisi
Per epifisiolisi, particolare distacco epifisario o scivolamento dell'epifisi femorale prossimale, in campo medico si intende l'improvvisa mancanza di rapporti fra le due parti del femore (testa e collo) per via di un'anomala crescita del piatto osseo.

## Epidemiologia
Colpisce prevalentemente i maschi nell'adolescenza, con intorno ai 12-17 anni la massima incidenza, e può essere bilaterale.
L'affezione si riscontra generalmente in soggetti che, in età puberale, presentano un eccessivo peso corporeo, spesso in relazione ad alterazioni più o meno accentuate dalla sfera endocrina (sindrome adiposo-genitale, eunucoidismo, etc.). L'aumento ponderale, agendo su cartilagine di accrescimento alterata, provocherebbe lo stiramento del nucleo epifisario della testa del femore all'indietro e in basso, determinando un varismo cervico-cefalico più o meno accentuato.

## Sintomatologia
Fra i sintomi e i segni clinici si mostrano dolore, che aumenta all'atto del movimento, quando la persona zoppica anche vistosamente, mentre le rotazioni e altri movimenti vengono limitati.
Normalmente consiste in dolore inguinale modesto, che si irradia fino al ginocchio e recede col riposo; in zoppia "di fuga"; nella netta limitazione ad intrarotare ed abdurre (anche passivamente) l'arto.

## Esami
Oltre all'esame obiettivo alcune radiografie sono utili al fine di una diagnosi corretta, che può tardare in quanto il dolore al ginocchio nei bambini viene solitamente trascurato, portando ad aggravamenti critici delle condizioni.

## Terapia
Il trattamento è essenzialmente chirurgico. Consiste nell'avvitamento dell'epifisi al collo femorale con una o due viti od altri mezzi di sintesi previo tentativo di riduzione incruenta dell'eventuale scivolamento epifisario recente.
I mezzi di sintesi vanno rimossi quando radiograficamente è scomparsa la cartilagine di accrescimento. È consigliato anche il riposo al fine di non stressare meccanicamente le componenti ossee, inducendo altrimenti eventuali peggioramenti della condizione articolare e posturale.